# Алтинту
Алтинту (на руски: Алтынту) е планински хребет в североизточната част на планината Алтай, в североизточната част на Република Алтай, покрай западния бряг на Телецкото езеро. Простира се от север на юг на протежение от 70 km с височина 1600 – 1800 m, с максимална височина връх Корумбу 2356 m, разположен в югоизточната част на хребета. Изграден е от разнообразни ефузивни скали и гранити. Релефът е среднопланински, а на югоизток – алпийски. Преобладава тъмната иглолистна тайга до 1800 m, а нагоре следват субалпийски редки гори и планинска тундра.

## Топографски карти
- M-45, М 1:1000000[2]